# Вінтаж (фотографія)
Вінтажна фотографія (вінтаж, від англ. vintage — витриманий, марочний) — світлина, зроблена з негатива фотографії за життя фотографа та під його безпосереднім наглядом.

## Опис

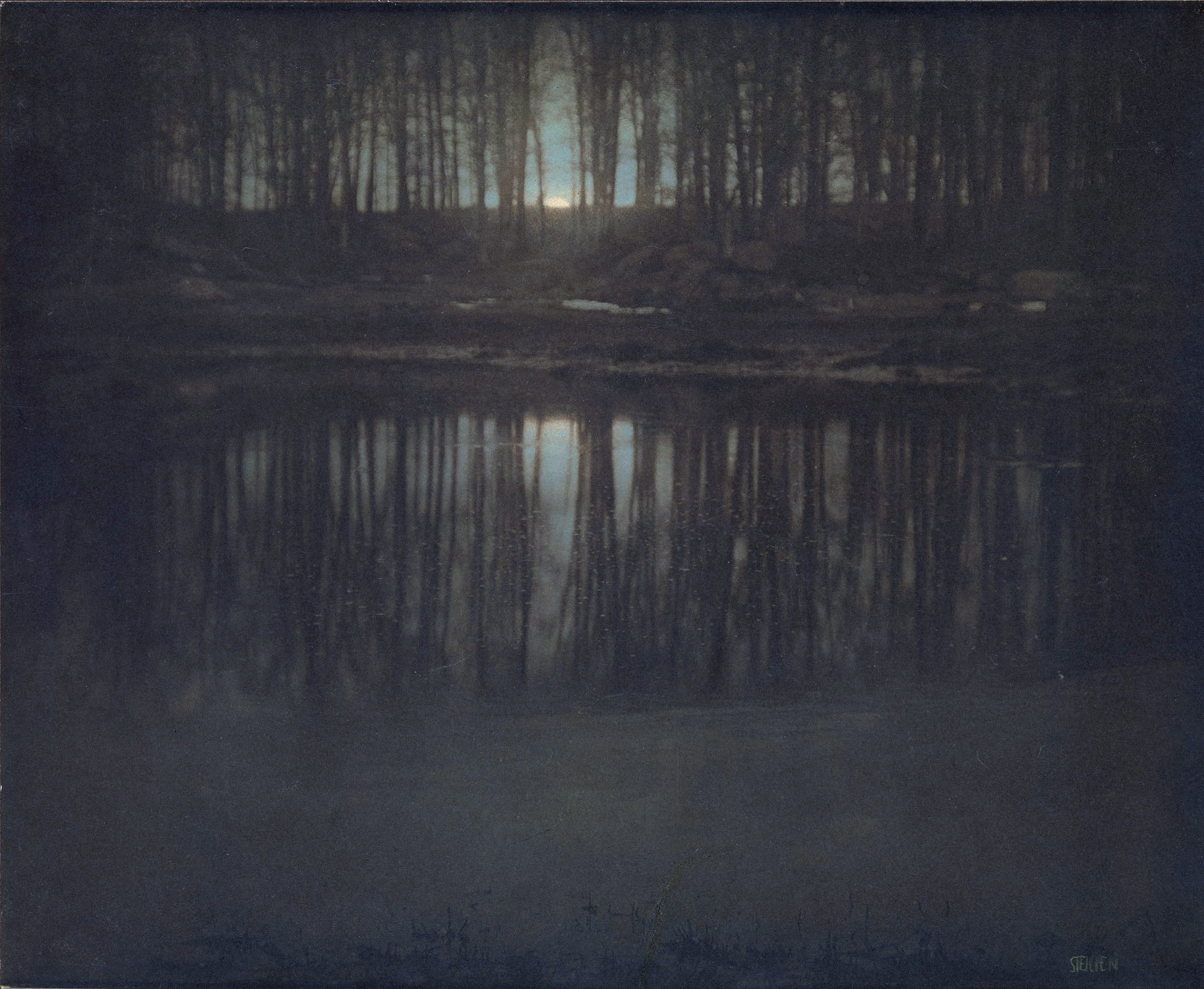
Едвард Стайхен, «Озеро в місячному світлі», 1904

Вінтажними вважають фотовідбитки, зроблені за життя фотографа як ним самим, так і під його наглядом лаборантом. Вони мають статус унікальності та є предметом колекціонування: вибір хімії, паперу та обладнання надає значний ефект на остаточне зображення, яке і вважають найбільш «оригінальним» у порівнянні з фотографіями, надрукованими пізніше з того самого негатива. За словами американського колекціонера Алана Крейна, «тільки вінтаж має незбагненну магію присутності, присутності свого творця».
Згідно з одним із тлумачень терміна «вінтаж», такою фотографією можна називати тільки ту, яка була надрукована незабаром після отримання негатива. У деяких ситуаціях це тлумачення є проблемним. Наприклад, коли автор фотографії за декілька років повертається до негатива і переосмислює те, як його подати надрукованим, або коли фотовідбиток був уперше зроблений лиш опісля декілька років після експонування негатива.
Завдяки статусу унікальності та своєї обмеженості у кількості вінтажна фотографія є значущою частиною артринку, на якому тісно підходить до робіт сучасних художників. Так, лютого 2006 року на аукціоні «Сотбі» вінтажна світлина американського фотографа початку XX століття Едварда Стейхена «Озеро у місячному світлі» пішла з торгів за 2,9 млн доларів, ставши на той момент найдорожчою фотографією у світі. Покази вінтажних фотографій регулярно проводять у Нью-Йоркському музеї модерного мистецтва ті інших світових експозиційних центрах.